# 久慈きみ代
久慈 きみ代（くじ きみよ、1948年5月13日 - ）は、国文学者・青森大学名誉教授。群馬県出身。

## 来歴
高崎市生まれ。1971年駒澤大学文学部国文学科卒業。1996年弘前大学大学院人文科学研究科地域文化論専攻修士課程修了。同年、青森大学非常勤講師。青森短期大学専任講師を経て助教授。青森大学社会学部准教授を経て教授。研究分野は中古文学および「寺山修司の青森時代」の調査研究。2012年4月「あおもり古典を楽しむ会」を設立、のち顧問。地域と共にある研究を目指す。青森大学オープンカレッジ「源氏物語を読む」、NHK青森文化センター「じっくり読みたい源氏物語」講師、国際寺山修司学会運営委員などを歴任。
著書に｢編集少年 寺山修司｣｢孤独な少年ジャーナリスト 寺山修司｣｢津軽の源氏物語｣など。

## 著書
- 「国立国会図書館」を参照

### 論文
- CiNii>久慈きみ代